# Tequisquiapan
Tequisquiapan is een stad in de Mexicaanse deelstaat Querétaro. Tequisquiapan heeft 26.858 inwoners (census 2005) en is de hoofdplaats van de gemeente Tequisquiapan.
Tequisquiapan is als kuuroord een populaire bestemming voor inwoners van Querétaro en Mexico-Stad. De plaats is verder bekend om haar koloniale centrum, haar neoklassieke kerk en haar kaasproductie.